# King County (Washington)
King County je okres v americkém státě Washington s 1 931 249 obyvateli. Jedná se tedy o nejzalidněnější okres ve státě a čtrnáctý nejzalidněnější ve Spojených státech. Sídlem okresu je město Seattle, které je také jeho největším městem. Asi dvě třetiny populace okresu žijí v jeho předměstích. Okres se také umisťuje mezi stem okresů v zemi s největším příjmem.

## Etymologie
Okres byl původně pojmenován po Williamu Rufusi Kingovi, který byl americkým viceprezidentem v době vzniku teritoria Washington. V roce 1986 zaslali afroamerický demokrat ze Seattlu Ron Sims a bělošský republikán z předměstí Rentonu návrh na přejmenování okresu po Martinu Lutheru Kingovi. O změně se nehlasovalo, ani se kvůli ní nevyslýchalo.
V únoru 1986 hlasovala Rada okresu King pro změnu s výsledkem pět ku čtyřem a předložila historické základy pro přejmenování okresu po známém kazateli. Na přejmenování okresu má právo ale pouze stát, takže změna se stala oficiální až v dubnu 2005, kdy ji schválila guvernérka Christine Gregoire.
V únoru 2006 přijal Larry Gossett okresní radu k veřejnému hlasování o změně loga z královské koruny na vyobrazení obličeje Martina Luthera Kinga, které bylo po schválení odhaleno v březnu 2007.
Martin Luther King stihl navštívit okres King pouze jednou za celý svůj život, na dva dny v roce 1961.

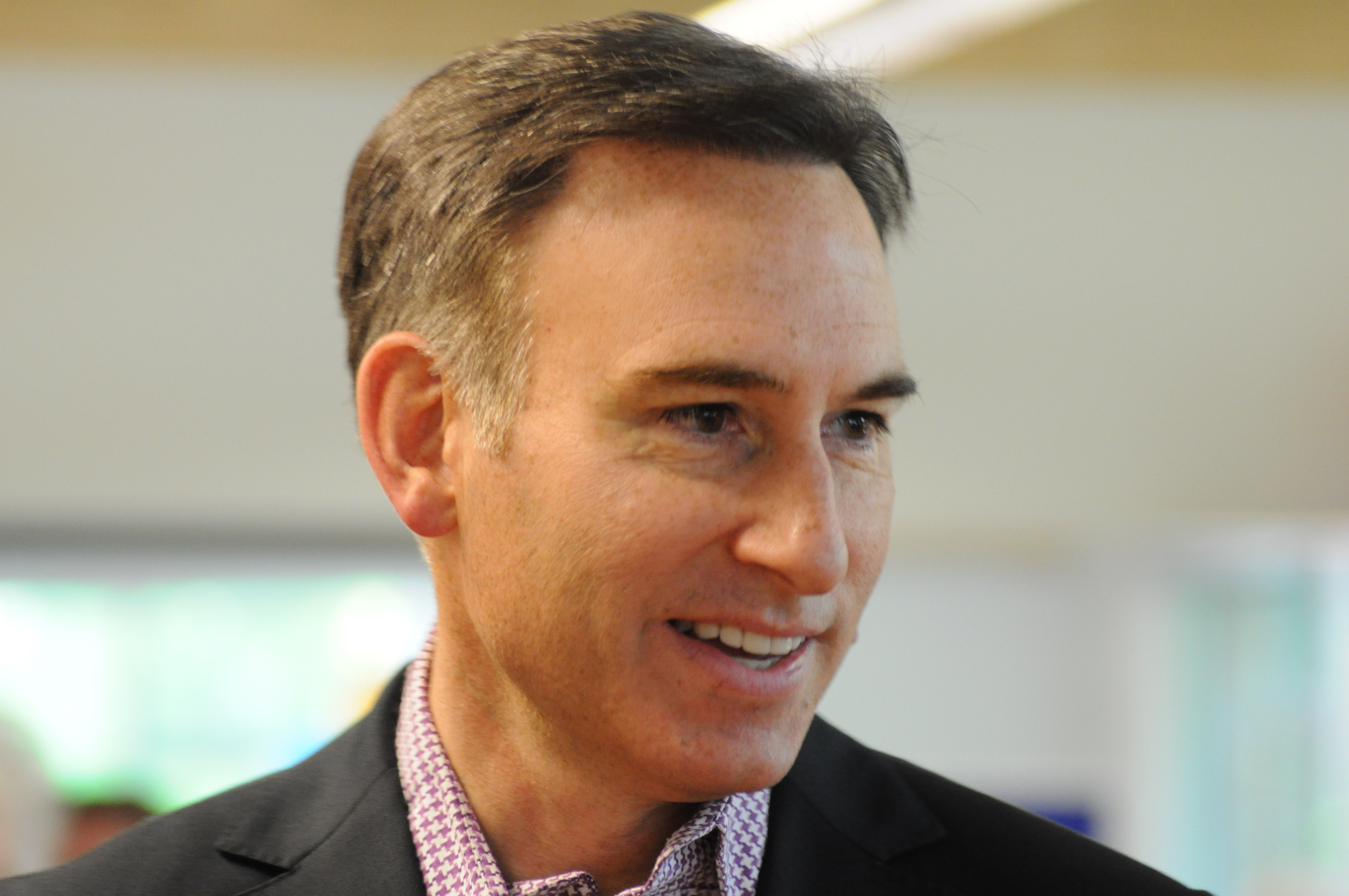
Osmý vedoucí okresu v historii, Dow Constantine

## Historie
Okres byl vykrojen z okresu Thurston 22. prosince 1852 legislaturou teritoria Oregon a byl pojmenován po Williamu Rufusi Kingovi, viceprezidentem Spojených států za vlády prezidenta Franklina Pierce. V lednu 1953 bylo město Seattle zvoleno sídlem okresu.
Okres King původně zahrnoval i část Olympijského poloostrova. Podle historika Billa Speidela vyhrožovali prohibicionsté z poloostrova tím, že nechají zavřít seattleské salóny. Za snahy o nezávislost poloostrova podle Speidela stál David Swinson Maynard, kterému se podařilo dosáhnout svého cíle, a tak Seattle nepřišel o svůj zábavní průmysl.

## Vláda
Vedoucí okresu King, kterým je nyní Dow Constantine, vede okresní výkonnou moc. Okresní prokurátor, volební ředitel, šerif a daňový poradce jsou také volené výkonné pozice. Soudní síla se nachází v Nejvyšším soudu okresu King a v Okresním soudu okresu King. V Seattlu se nachází Soudní budova okresu King.

### Členové rady
Za okrsek 1 Bob Ferguson, za okrsek 2 Larry Gossett, za okrsek 3 Kathy Lambert, za okrsek 4 Larry Phillips, za okrsek 5 Julia Patterson, za okrsek 6 Jane Hague, za okrsek 7 Pete von Reichbauer, za okrsek 8 Joe McDermott a za okrsek 9 Reagan Dunn.

## Politika
Okres King je hlavním centrem liberální politiky a baštou Demokratické strany. Při prezidentských volbách v roce 2008 zdolal Barack Obama v tomto okrese Johna McCaina o 40 procent, což byl největší rozdíl v historii okresu. Okres byl v poslední době pro Demokraty také rozhodujícím faktorem v těsných státních volbách. V roce 2000 to byl právě okres King, který dotlačil do Senátu Demokratku Marii Cantwell, která porazila Republikána Slada Gortona. V roce 2004 okres dostal do vedení ve volbách na post guvernéra státu Demokratku Christine Gregoire, přestože její soupeř Dino Rossi té doby bydlel ve městě Sammamish v okrese King.
Východní a jižní předměstí Seattlu jsou historicky průměrná co se týče volení Demokratů nebo Republikánů. V roce 2005 oblasti nepatřící do Seattlu zvolily Davida Ironse před Ronem Simsem, kterého volilo 74 procent obyvatel Seattlu. Rok předtím, při prezidentských volbách ale většina částí měst Bellevue a Redmond volila pro Johna Kerryho. Tyto oblasti jsou liberální tedy spíše ve státních a okresních záležitostech.
Někteří obyvatelé východní části okresu se už dlouho chtějí odtrhnout a vytvořit nový okres. Nejvíce se o to usilovalo v polovině devadesátých let, kdy padl název Cedar County, poslední dobou se zase mluví o Cascade County. Podle mapy vydané deníkem The Seattle Times se uvažuje o čtyřech různých hraničních alternativách.
V roce 1911 hlasovali občané okresu pro vytvoření prvního přístavu ve státě Washington, kterým se stal Port of Seattle. Dodnes se jedná o jediný přístav okresu King a spravuje jej pět komisařů, které volí všichni obyvatelé okresu na čtyřletá volební období. Sto let po jeho založení spravuje mnoho veřejných objektů, jako letiště Seattle-Tacoma International Airport, mnoho přístavních nemovitostí na pobřeží Elliottova zálivu, včetně svého původního majetku, Rybářského terminálu, který je domovem severopacifické rybářské flotily a největším rybářským přístavem na západním pobřeží USA, čtyři terminály pro kontejnerové lodě, dva terminály pro osobní lodě, největší vývozní obilný terminál Severozápadu USA, tři veřejná přístaviště, 22 veřejných parků a téměř 5 tisíc akrů průmyslové půdy ve čtvrtích Ballard a Interbay a na Přístavním ostrově.

## Geografie
Okres King je téměř tak velký jako dvě rozlohy státu Rhode Island. Rozloha okresu činí 5 975 km², což ho umisťuje na jedenácté místo mezi okresy státu Washington. Až 466 km² z celkové rozlohy (7,8%) je vodní plocha. Nejvyšším bodem okresu je Mount Daniel měřící 2 426 nad mořem.
Na severu okres hraničí s okresem Snohomish, na západě s okresem Kitsap, na východě s okresem Kittitas a na jihu s okresem Pierce. Na severovýchodě se také nachází krátká hranice s okresem Chelan. Z ostrovů Pugetova zálivu do okresu patří Vashonův ostrov a Mauryho ostrov.

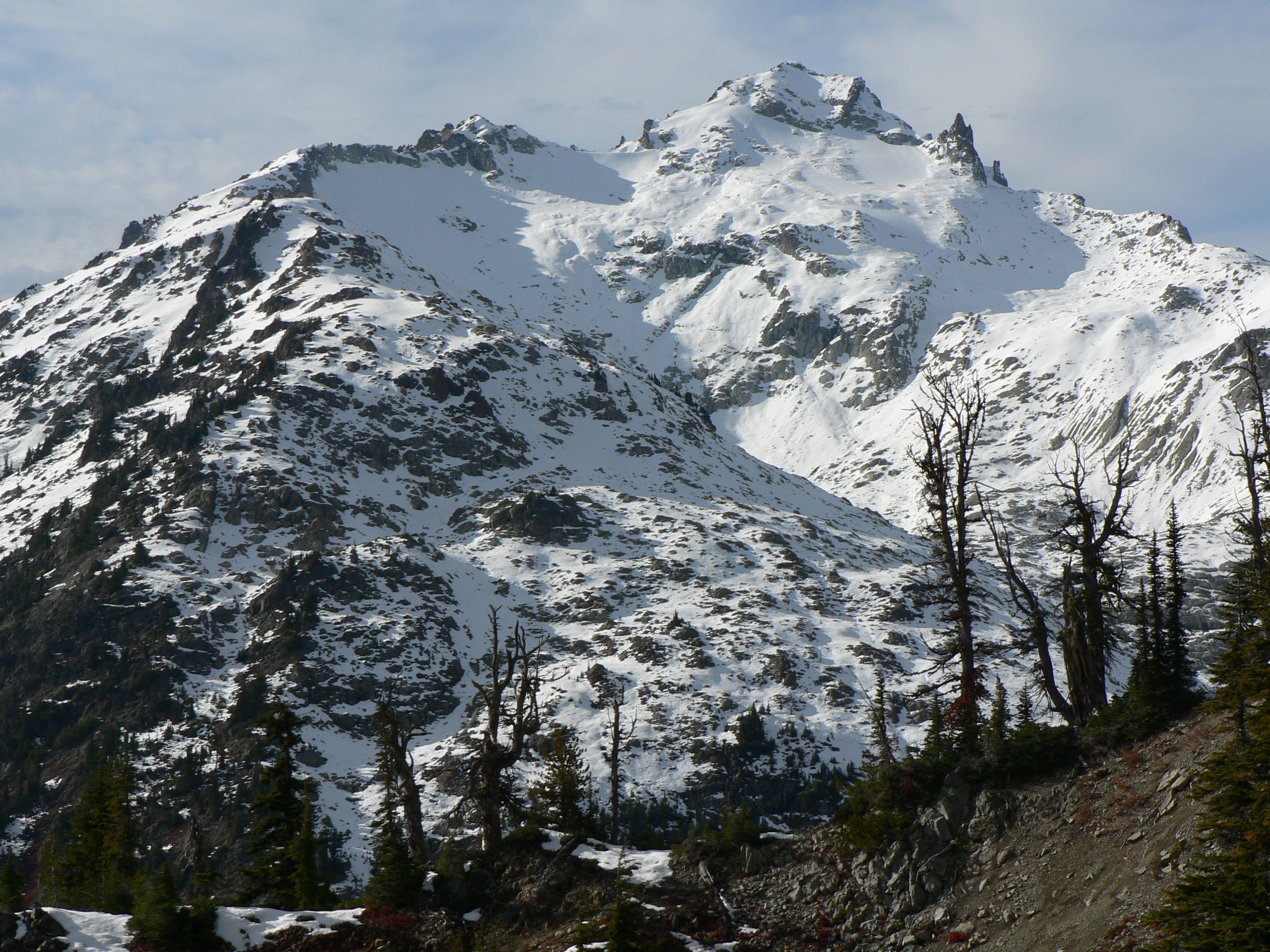
Nejvyšší bod okresu, Mount Daniel, v divočině Alpine Lakes

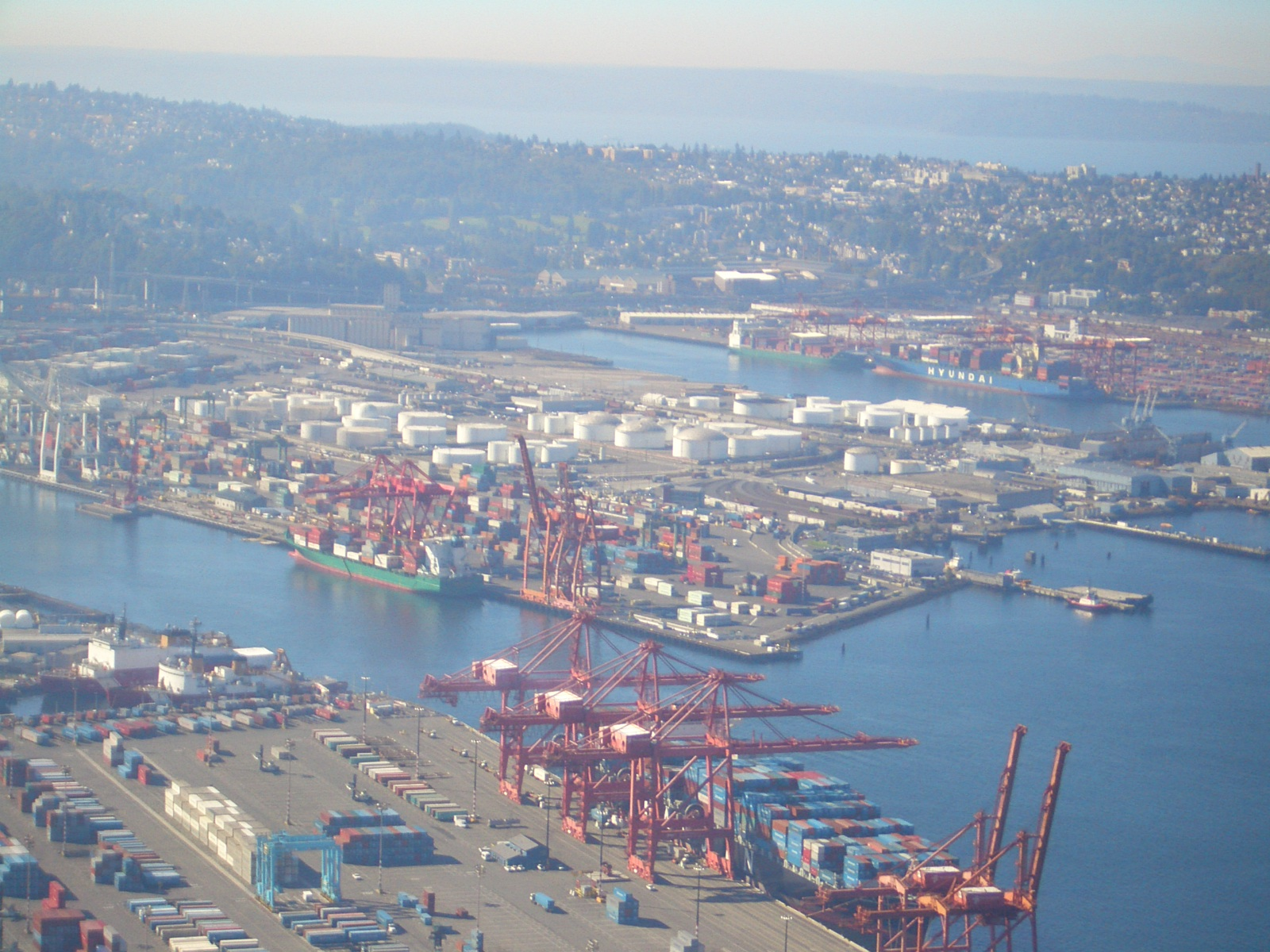
Přístavní ostrov, který je částí přístavu v Seattlu

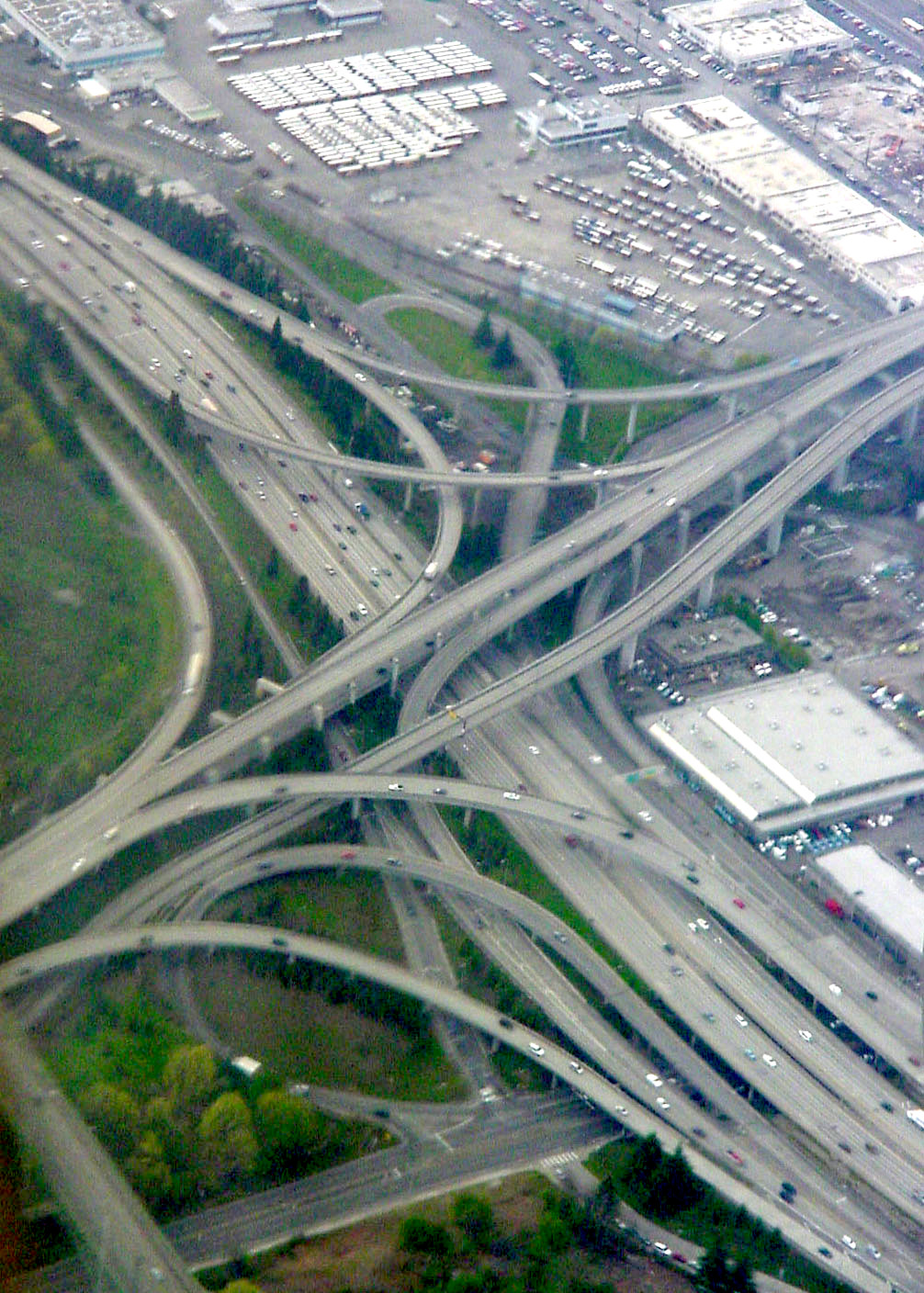
Křižovatka dálnic Interstate 5 a Interstate 90 na jihu Seattlu

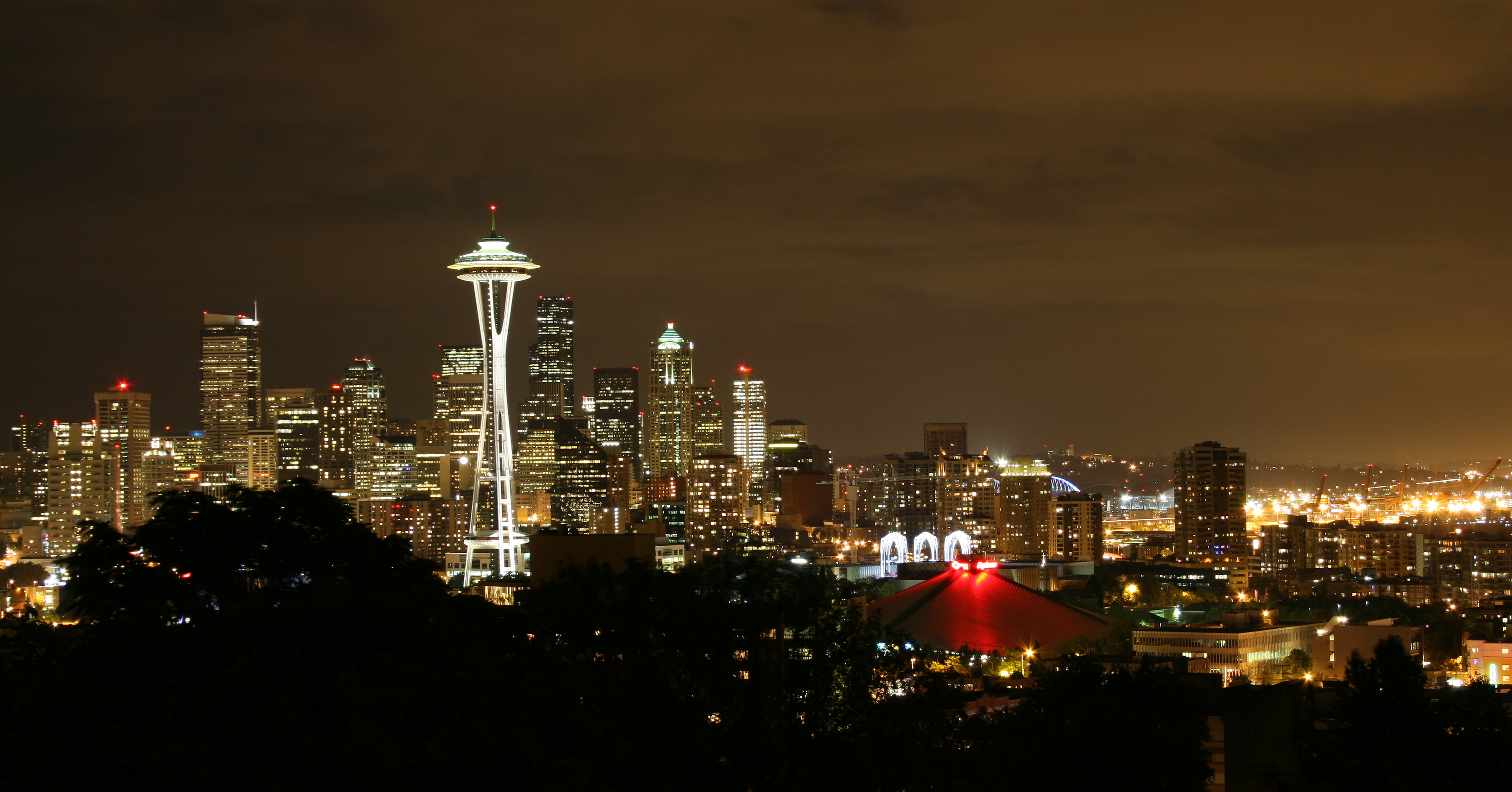
Noční panorama Seattlu

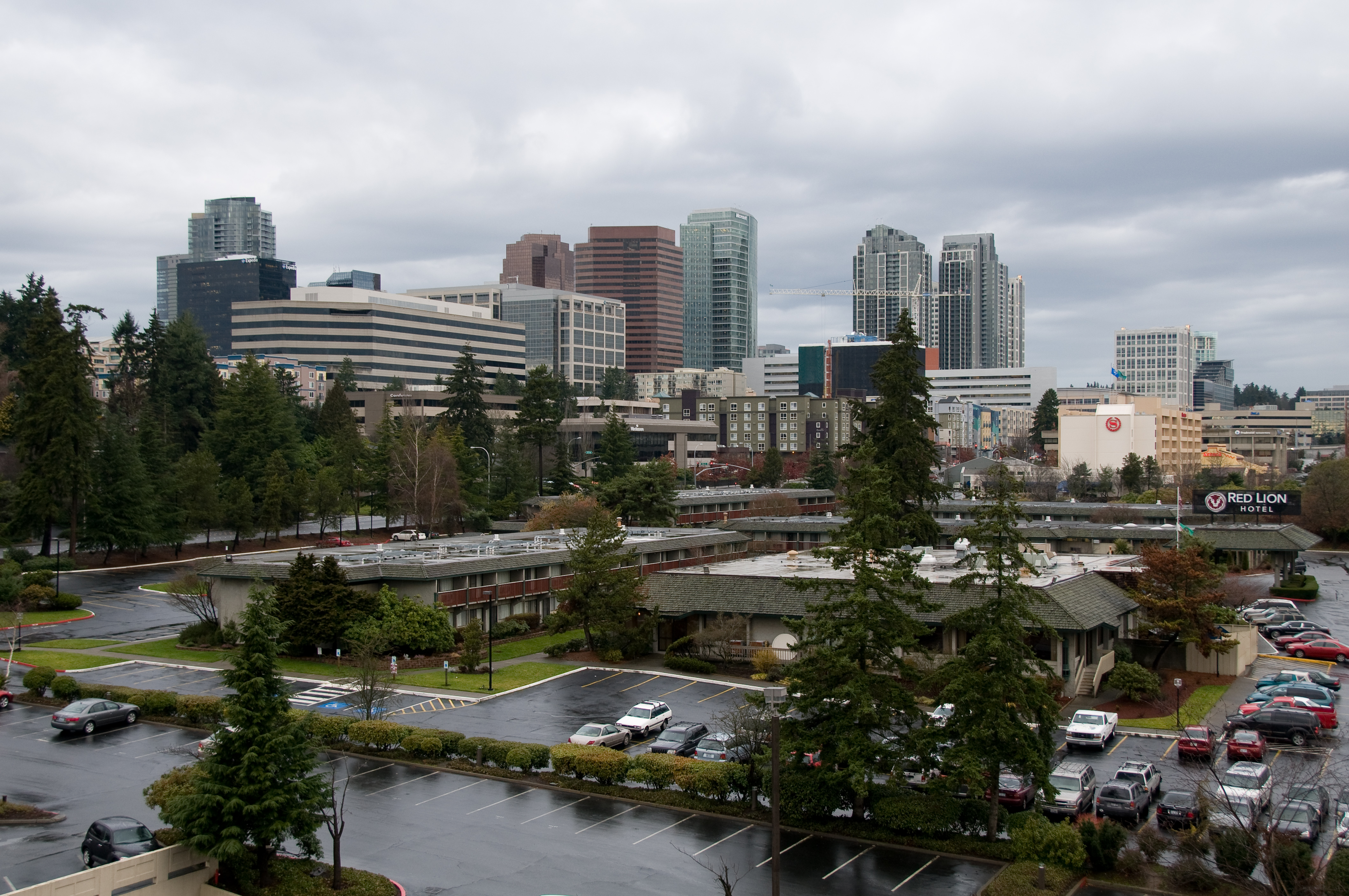
Centrum města Bellevue

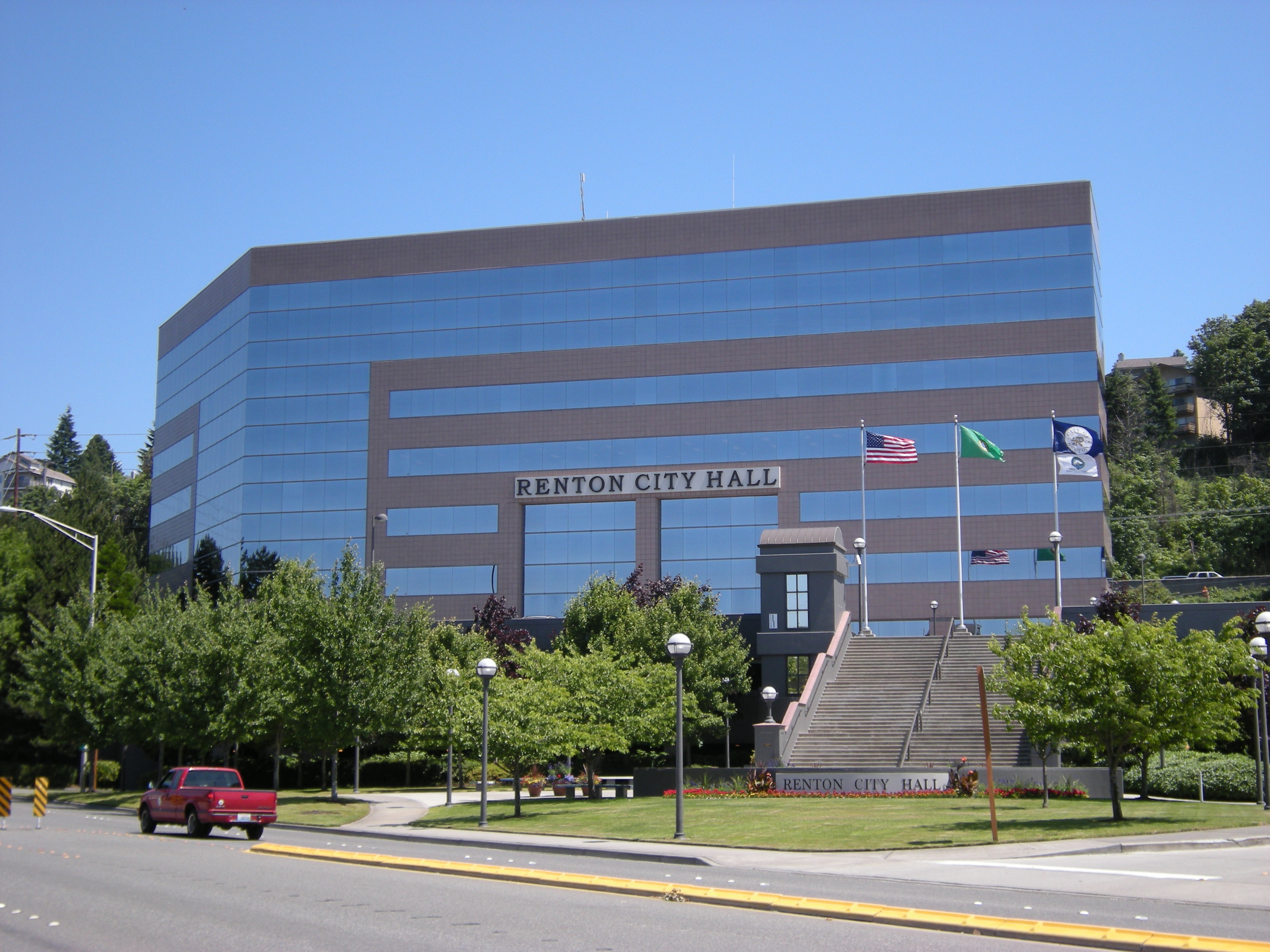
Radnice města Renton

### Hlavní geografické body

#### Hory
- Kaskádové pohoří
- Issaquahské Alpy
- Mount Daniel – nejvyšší bod okresu
- Mount Si

#### Ostrovy
- Mauryho ostrov
- Mercerův ostrov
- Přístavní ostrov
- Vashonův ostrov

#### Řeky
- Bílá řeka
- Bouřlivá řeka
- Cedrová řeka
- Issaquah Creek
- Prattova řeka
- řeka Duwamish
- řeka Greenwater
- řeka Tolt
- řeka Snoqualmie
- Taylorova řeka

#### Vodní plochy
- Elliottův záliv
- Pugetův záliv
- Sammamišské jezero
- Washingtonovo jezero

#### Hlavní dálnice
- Interstate 5
- Interstate 90
- Interstate 405
- U.S. Route 2
- Washington State Route 18
- Washington State Route 99
- Washington State Route 520
- Washington State Route 167

#### Sousední okresy
- Okres Snohomish – sever
- Okres Kitsap – západ
- Okres Kittitas – východ
- Okres Chelan – severovýchod
- Okres Pierce – jih

#### Federálně chráněná území
- Národní historický park Klondikeská zlatá horečka (část)
- Národní les Mount Baker-Snoqualmie (část)

## Demografie
Při sčítání lidu v roce 2010 v okrese žilo 1 931 249 lidí a hustota obyvatelstva činila 350,7 obyvatele na km². 69 % procent obyvatelstva tvořili běloši, 15 % Asiaté a 6 % Afroameričané. 9 % obyvatelstva mělo hispánský původ.

### Největší města
- Seattle – 608 660
- Bellevue – 122 363
- Kent – 92 411
- Renton – 90 927
- Federal Way – 89 306
- Auburn – 70 180
- Redmond – 54 144
- Shoreline – 53 007
- Kirkland – 48 787
- Sammamish – 45 780